# Équipe des Samoa de rugby à XV à la Coupe du monde 2003
L'équipe des Samoa a terminé troisième de poule et n'a pas participé à la phase finale de la Coupe du monde de rugby 2003. Elle fut troisième en poule derrière l'équipe d'Angleterre et l'équipe d'Afrique du Sud. 

## Résultats
- 15 octobre : Samoa 60-13 Uruguay

- 19 octobre : Géorgie 9-46 Samoa

- 26 octobre : Angleterre 35-22 Samoa

- 1er novembre : Afrique du Sud 60-10 Samoa

|                | MJ | V | N | D | PP  | PC  | PB | Pts |
| -------------- | -- | - | - | - | --- | --- | -- | --- |
| Angleterre     | 4  | 4 | 0 | 0 | 255 | 47  | 3  | 19  |
| Afrique du Sud | 4  | 3 | 0 | 1 | 184 | 60  | 3  | 15  |
| Samoa          | 4  | 2 | 0 | 2 | 138 | 117 | 2  | 10  |
| Uruguay        | 4  | 1 | 0 | 3 | 56  | 255 | 0  | 4   |
| Géorgie        | 4  | 0 | 0 | 4 | 46  | 200 | 0  | 0   |

## Composition de l'équipe
Les joueurs suivants ont joué pendant cette coupe du monde 2003.

### Première ligne
- Kas Lealamanu'a (4 matchs, 4 comme titulaire)
- Simon Lemalu (3 matchs, 0 comme titulaire)
- Tamato Leupolu (1 match, 0 comme titulaire)
- Jonathan Meredith (4 matchs, 4 comme titulaire)
- Mo Schwalger (3 matchs, 0 comme titulaire)
- Jeremy Tomuli (4 matchs, 4 comme titulaire)

### Deuxième ligne
- Leo Lafaiali'i (4 matchs, 4 comme titulaire)
- Opeta Palepoi  (4 matchs, 4 comme titulaire)

### Troisième ligne
- Maurie Fa'asavalu (4 matchs, 4 comme titulaire)
- Peter Poulos (4 matchs, 4 comme titulaire)
- Semo Sititi (4 matchs, 4 comme titulaire) 3 fois capitaine
- Des Tuiali'i (3 matchs, 0 comme titulaire)
- Siaosi Vaili (1 match, 0 comme titulaire)
- Kitiona Viliamu (4 matchs, 0 comme titulaire)

### Demi de mêlée
- Steven So'oialo (4 matchs, 4 comme titulaire)
- Denning Tyrell (4 matchs, 0 comme titulaire)

### Demi d’ouverture
- Earl Va'a  (4 matchs, 4 comme titulaire)

### Trois quart centre
- Brian Lima (4 matchs, 4 comme titulaire)
- Terry Fanolua (3 matchs, 3 comme titulaire)
- Dale Rasmussen (4 matchs, 0 comme titulaire)
- Romi Ropati (1 match, 1 comme titulaire)

### Trois quart aile
- Lome Fa'atau (3 matchs, 3 comme titulaire)
- Ron Fanuatanu (1 match, 1 comme titulaire)
- Dominic Feau'nati (4 matchs, 0 comme titulaire)
- Sailosi Tagicakibau (4 matchs, 4 comme titulaire)

### Arrière
- Tanner Vili (4 matchs, 4 comme titulaire)

## Meilleur réalisateur samoan
1. Earl Va'a  49 points
2. Brian Lima  15 points
3. Maurie Fa'asavalu, Dominic Feau'nati, Opeta Palepoi, Semo Sititi, Sailosi Tagicakibau 10 points
4. Tanner Vili 9 points
5. Lome Fa'atau, Simon Lemalu, Steven So'oialo 5 points.

## Meilleur marqueur d'essais
1. Brian Lima 3 essais
2. Maurie Fa'asavalu, Dominic Feau'nati, Opeta Palepoi, Semo Sititi, Sailosi Tagicakibau 2 essais
3. Lome Fa'atau, Simon Lemalu, Steven So'oialo, Tanner Vili 1 essai.